# Paul Guillemin
Paul Guillemin est un fonctionnaire, bibliophile et alpiniste français, né en 1847 et mort en 1928. Il est connu pour ses collections (ouvrages, images, photographies) portant sur les régions des Hautes-Alpes et du Dauphiné ainsi que ses ascensions et publication d'alpinisme. Il a utilisé parfois le nom de plume Amédée Guérin.

## Biographie

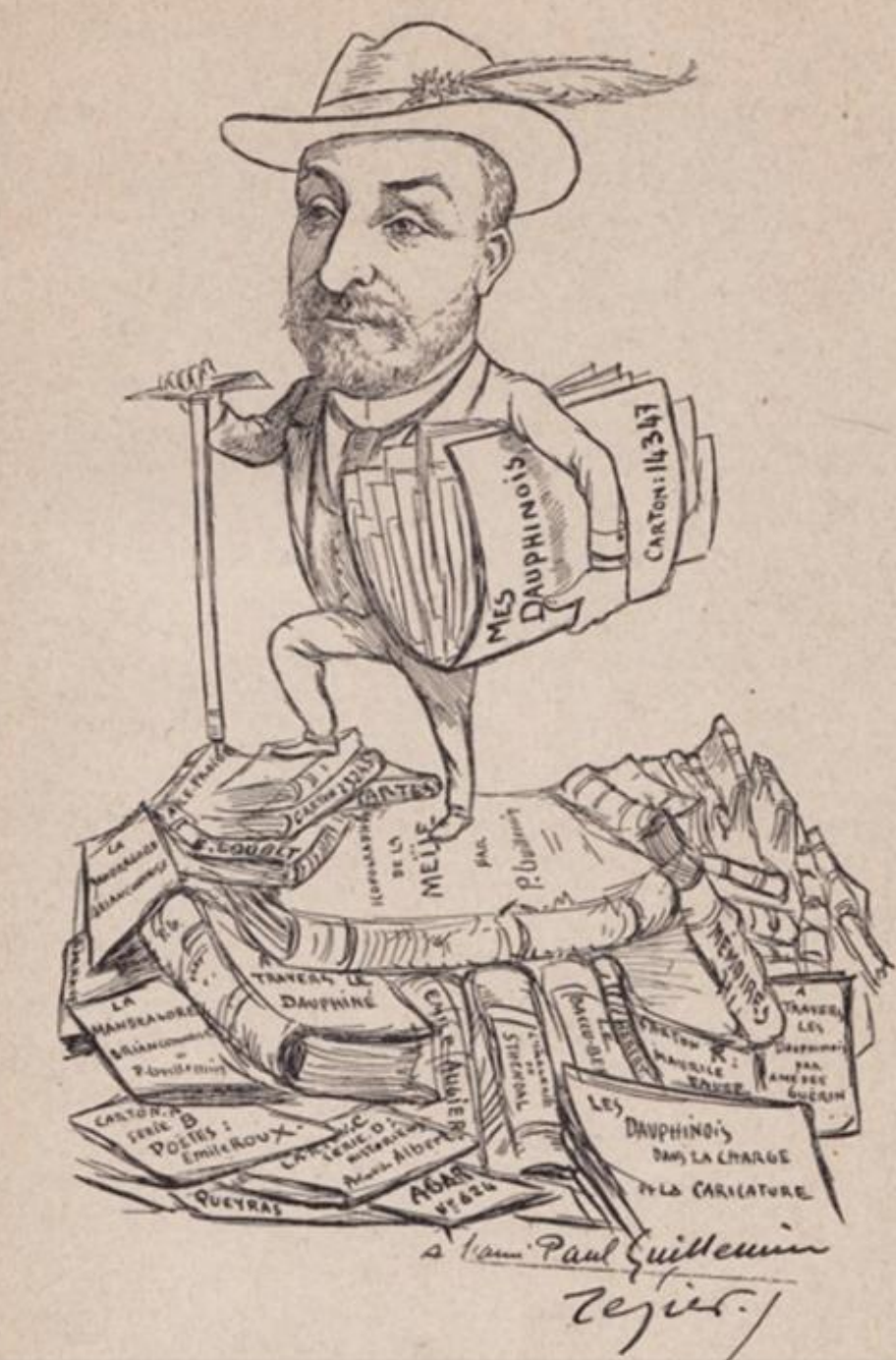
Caricature par Eugène Tézier vers 1904

En août 1877, il réalise la première ascension du pic de Neige Cordier (3 614 m) avec Émile Pic et Pierre Estienne.

## Publications
- Paul Guillemin, « Les voies anciennes des glaciers du Pelvoux », dans l‘Annuaire du Club alpin français, 1886 lire en ligne